# Phyllotreta procera
Phyllotreta procera är en skalbaggsart som först beskrevs av Ludwig Redtenbacher 1849.  Phyllotreta procera ingår i släktet Phyllotreta, och familjen bladbaggar. Arten är reproducerande i Sverige.

## Bildgalleri

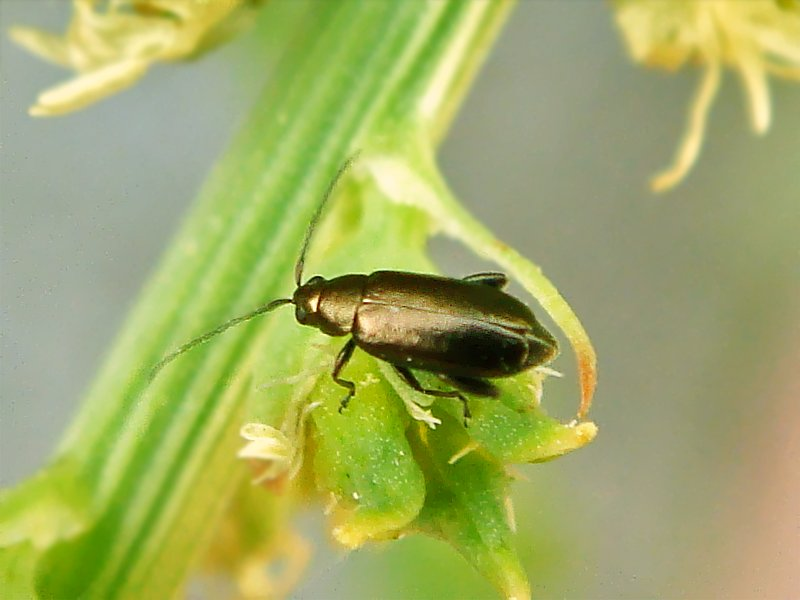